# Жіноча волейбольна євроліга 2017
9-й розіграш Євроліги — міжнародного турніру з волейболу серед жіночих національних збірних країн-членів ЄКВ — проходив з 9 червня по 9 липня 2017 року за участю 12 команд. Переможцем турніру вперше стала збірна України .

## Учасники
- Австрія
- Албанія
- Білорусь
- Грузія
- Іспанія
- Португалія
- Словаччина
- Україна
- Фінляндія
- Франція
- Чорногорія
- Швеція

## Схема турніру
У кожній групі провели по два тури, де учасниці грали один з одним. При однаковій кількості набраних очок враховувалися співвідношення перемог і поразок у партіях, кількість набраних ігрових очок і результати особистих зустрічей.
За виграші з рахунком 3:0 і 3:1 нараховувалися по 3 очки, за виграш 3:2 — по 2 очка, за поразку 2:3 — 1 очко.
До плейоф пройшли переможці груп і найкраща збірна серед тих, що посіли другі місця. У півфіналі команди розділилися на пари і провели між собою по два матчі з роз'їздами. Якщо команди здобували по одній перемозі, тоді враховувалися набрані очки. При рівності цього показника проводився додатковий золотий сет. Фіналісти за такою ж схемою визначили переможця турніру.

## Попередній етап

### Група А
| М | Команда   | 1   | 2       | 3       | 4       | І | В | П | С/П  | О  |
| - | --------- | --- | ------- | ------- | ------- | - | - | - | ---- | -- |
| 1 | Фінляндія |     | 3:0     | 3:0     | 3:0     | 6 | 6 | 0 | 18:0 | 18 |
| 2 | Білорусь  | 0:3 |         | 3:0 1:3 | 3:0     | 6 | 3 | 3 | 10:9 | 9  |
| 3 | Албанія   | 0:3 | 0:3 3:1 |         | 3:1 1:3 | 6 | 2 | 4 | 7:14 | 6  |
| 4 | Австрія   | 0:3 | 0:3     | 1:3 3:1 |         | 6 | 1 | 5 | 4:16 | 3  |

1-й тур. 9-11 червня.  Тирана .
9 червня. Білорусь — Австрія 3: 0 (25:12, 25:13, 25:22); Фінляндія — Албанія 3: 0 (25:15, 25:20, 25:22).
10 червня. Фінляндія — Білорусь 3: 0 (25:20, 25:15, 25:15); Албанія — Австрія 3: 1 (25:18, 20:25, 25:19, 25:22).
11 червня. Фінляндія — Австрія 3: 0 (25:17, 25:19, 25:20); Албанія — Білорусь 3: 1 (22:25 25:22, 26:24, 25:23).
2-й тур. 16-18 червня.  Мінськ .
9 червня. Фінляндія — Албанія 3: 0 (25:19, 25:23, 25:20); Білорусь — Австрія 3: 0 (25: 8, 25: 7, 25:20).
10 червня. Фінляндія — Австрія 3: 0 (25:23, 25:22, 25:19); Білорусь — Албанія 3: 0 (25:22, 25:12, 25:23).
11 червня. Австрія — Албанія 3: 1 (25:16, 25:16, 18:25, 25:23); Фінляндія — Білорусь 3: 0 (25:21, 25:23, 27:25).

### Група В
| М | Команда    | 1       | 2       | 3       | 4       | І | В | П | С/П  | О  |
| - | ---------- | ------- | ------- | ------- | ------- | - | - | - | ---- | -- |
| 1 | Україна    |         | 3:0 3:1 | 3:0     | 3:0     | 6 | 6 | 0 | 18:1 | 18 |
| 2 | Франція    | 0:3 1:3 |         | 3:1     | 3:0     | 6 | 4 | 2 | 13:8 | 12 |
| 3 | Чорногорія | 0:3     | 1:3     |         | 3:1 3:0 | 6 | 2 | 4 | 8:13 | 6  |
| 4 | Грузія     | 0:3     | 0:3     | 1:3 0:3 |         | 6 | 0 | 6 | 1:18 | 0  |

1-й тур. 16-18 червня.  Тбілісі .
9 червня. Україна — Чорногорія 3: 0 (25:17, 25:20, 25:14); Франція — Грузія 3: 0 (25:20, 25:11, 25:21).
10 червня. Україна — Франція 3: 0 (25:23, 25:14, 25:17); Чорногорія — Грузія 3: 1 (18:25, 25:21, 25:16, 25:18).
11 червня. Франція — Чорногорія 3: 1 (28:26, 25:17, 24:26, 25:18); Україна — Грузія 3: 0 (25:12, 25:21, 25:20).
2-й тур. 23-25 червня. Нант .
9 червня. Україна — Чорногорія 3: 0 (25:11, 25:12, 25:15); Франція — Грузія 3: 0 (25:20, 25:11, 25:21).
10 червня. Україна — Грузія 3: 0 (25:16, 25:15, 25:14); Франція — Чорногорія 3: 1 (25:21, 25:27, 25:23, 26:24).
11 червня. Чорногорія — Грузія 3: 0 (25:18, 25:20, 25:17); Україна — Франція 3: 1 (25:13, 18:25, 25:14, 25:14).

### Група С
| М | Команда    | 1       | 2       | 3       | 4       | І | В | П | С/П  | О  |
| - | ---------- | ------- | ------- | ------- | ------- | - | - | - | ---- | -- |
| 1 | Іспанія    |         | 3:0     | 3:1 3:0 | 3:1 2:3 | 6 | 5 | 1 | 17:5 | 16 |
| 2 | Словаччина | 0:3     |         | 3:0 3:1 | 3:0     | 6 | 4 | 2 | 12:7 | 12 |
| 3 | Португалія | 1:3 0:3 | 0:3 1:3 |         | 3:1 3:0 | 6 | 2 | 4 | 8:13 | 6  |
| 4 | Швеція     | 1:3 3:2 | 0:3     | 1:3 0:3 |         | 6 | 1 | 5 | 5:17 | 2  |

1-й тур. 9-11 червня. Вальядолід.
9 червня. Словаччина — Португалія 3: 0 (25:18, 25:20, 25:20); Іспанія — Швеція 3: 1 (25:17, 25:13, 22:25 25:19).
10 червня. Словаччина — Швеція 3: 0 (25:15, 25:11, 25:18); Іспанія — Португалія 3: 1 (19:25, 25:22, 25:23, 27:25).
11 червня. Португалія — Швеція 3: 1 (25:16, 19:25, 25:21, 25:23); Іспанія — Словаччина 3: 0 (25:20, 25:19, 26:24).
2-й тур. 16-18 червня. Матозінюш.
9 червня. Іспанія — Словаччина 3: 0 (25:21, 25:13, 25:23); Португалія — Швеція 3: 0 (25:17, 31:29, 25:23).
10 червня. Швеція — Іспанія 3: 2 (15:25 26:24, 21:25, на 25:22, 15:13); Словаччина — Португалія 3: 1 (25:21, 19:25, 25:19, 25:20).
11 червня. Словаччина — Швеція 3: 0 (25:12, 25:16, 25:19); Іспанія — Португалія 3: 0 (25:13, 25:20, 25:20).

## Півфінал
Словаччина — Фінляндія
28 червня. Попрад . 2:3 (23:25 25:15, 25:20, 17:25, 12:15).
2 липня. Гельсінкі . 1:3 (16:25 18:25, 21:25).
Україна — Іспанія
28 червня. Івано-Франківськ . 3:1 (25:19, 25:21, 24:26, 25:21).
2 липня. Гвадалахара . 2:3 (25:22, 23:25 25:23, 20:25, 5:15).

## Фінал

### 1-й матч
| 5 червня 2017 |

| Фінляндія | 1 – 3 (20:25, 27:29, 25:22, 11:25) | Україна |
| --------- | ---------------------------------- | ------- |
|           |                                    |         |

| Гельсінкі Глядачів: 1017 |

|  |  | Ноора Косонен          | 11  |
|  |  | Лаура Піхлаямякі       | 10  |
|  |  | Пія Корхонен           | 19  |
|  |  | Салла Карху            | 12  |
|  |  | Данієла Охман          | 10  |
|  |  | Кайса Аланко           | 2   |
|  |  | Саана Кольонен         | (л) |
|  |  | Хіллаеліна Мянтіля     | (л) |
|  |  | Роня Хейккініємі       | 2   |
|  |  | Роса Б'яррегорд-Мадсен |     |

|  |  | Олена Новгородченко | 4   |
|  |  | Надія Кодола        | 17  |
|  |  | Ірина Трушкіна      | 24  |
|  |  | Карина Денисова     | 11  |
|  |  | Анна Степанюк       | 20  |
|  |  | Светлана Дорсман    | 9   |
|  |  | Аліна Степанчук     | (л) |
|  |  | Марина Дегтярьова   |     |
|  |  | Анастасія Чернуха   | 1   |
|  |  | Юлія Герасимова     |     |

### 2-й матч
| 7 червня 2017 |

| Україна | 3 – 1 (17:25, 25:23, 27:25, 25:16) | Фінляндія |
| ------- | ---------------------------------- | --------- |
|         |                                    |           |

| Івано-Франківськ Глядачів: 1500 |

|  |  | Олена Новгородченко | 2   |
|  |  | Надія Кодола        | 19  |
|  |  | Ірина Трушкіна      | 9   |
|  |  | Карина Денисова     | 7   |
|  |  | Анна Степанюк       | 19  |
|  |  | Светлана Дорсман    | 10  |
|  |  | Аліна Степанчук     | (л) |
|  |  | Марина Дегтярьова   |     |
|  |  | Анастасія Чернуха   | 7   |

|  |  | Лаура Піхлаямякі       | 5   |
|  |  | Пія Корхонен           | 24  |
|  |  | Салла Карху            | 8   |
|  |  | Данієла Охман          | 8   |
|  |  | Кайса Аланко           | 3   |
|  |  | Ноора Косонен          | 11  |
|  |  | Саана Кольонен         | (л) |
|  |  | Хіллаеліна Мянтіля     | (л) |
|  |  | Роня Хейккініємі       | 4   |
|  |  | Рооса Лаакконен        | 1   |
|  |  | Суві Кокконен          | 4   |
|  |  | Лотта Пієсанен         |     |
|  |  | Роса Б'яррегорд-Мадсен |     |
|  |  | Ііда Паананен          |     |

## Підсумки
Турнірне становище:
| Місце | Збірна     |
| ----- | ---------- |
|       | Україна    |
|       | Фінляндія  |
| 3-4   | Іспанія    |
|       | Словаччина |
| 5-6   | Франція    |
|       | Білорусь   |
| 7-9   | Португалія |
|       | Чорногорія |
|       | Албанія    |
| 10-12 | Австрія    |
|       | Швеція     |
|       | Грузія     |

Склади команд-фіналісток турніру:
  Україна: Марина Дегтярьова (8, 18, 2), Ірина Трушкіна (9, 21, 75), Карина Денисова (10, 35, 99), Анастасія Чернуха (8, 18, 29), Юлія Герасимова (9, 22, 43), Анна Степанюк (10, 35, 147), Аліна Степанчук, Олена Новгородченко (10, 35, 29), Кристина Нємцева, Тетяна Яцків, Надія Кодола (10, 34, 151), Светлана Дорсман (10, 35, 99), Діана Карпець (2, 3, 3). Головний тренер — Гарій Єгіазаров.
  Фінляндія: Ііда Паананен, Ноора Косонен, Суві Кокконен, Кайса Аланко, Саана Кольонен, Лаура Піхлаямякі, Салла Карху, Пія Корхонен, Роня Хейккініємі, Рооса Лаакконен, Данієла Охман, Хіллаеліна Мянтіля, Лотта Пієсанен, Роса Б'яррегорд-Мадсен. Головний тренер — Тапіо Кангасніємі.